# Baisers volés
Baisers volés (literalment en català: Petons robats) és una pel·lícula francesa de 1968 dirigida pel cineasta François Truffaut. Continua la història d'Antoine Doinel, iniciada per Truffaut amb Les Quatre Cents Coups (1959) i seguida amb el curtmetratge Antoine et Colette (1962). En aquesta ocasió, Antoine inicia una relació sentimental amb Christinie, que serà continuada a les posteriors pel·lícules Domicile conjugal (1970) i L'Amour en fuite (1978), respectivament.
El títol original de la pel·lícula fa referència a la cançó "Que reste-t-il de nos amours?" de Charles Trenet, la qual és utilitzada al llarg del film.
El 1969, Baisers volés va ser nominada a l'Oscar a la millor pel·lícula de parla no anglesa.

## Repartiment
- Jean-Pierre Léaud (Antoine Doinel)
- Claude Jade (Christine Darbon)
- Delphine Seyrig (Fabienne Tabard)
- Michael Lonsdale (Georges Tabard)
- Daniel Ceccaldi (Lucien Darbon)

## Premis i nominacions

### Nominacions
- 1969. Oscar a la millor pel·lícula de parla no anglesa
- 1969. Globus d'Or a la millor pel·lícula de parla no anglesa